# Mesas de Acosta
Mesas de Acosta är en ort i Mexiko.   Den ligger i kommunen Santa Cruz de Juventino Rosas och delstaten Guanajuato, i den centrala delen av landet, 250 km nordväst om huvudstaden Mexico City. Mesas de Acosta ligger 1 984 meter över havet och antalet invånare är 728.
Terrängen runt Mesas de Acosta är huvudsakligen kuperad, men den allra närmaste omgivningen är platt. Runt Mesas de Acosta är det ganska tätbefolkat, med 230 invånare per kvadratkilometer. Närmaste större samhälle är Santa Cruz de Juventino Rosas, 14,5 km sydost om Mesas de Acosta. Omgivningarna runt Mesas de Acosta är en mosaik av jordbruksmark och naturlig växtlighet.